# Anicii
Légende :
♦Patricien, ♦Plébéien, ♦Consulaire, ♦Sénatorial, ♦Équestre
Gens et Liste des gentes romaines
Les Anicii (singulier: Anicius) sont les membres de la gens romaine plébéienne Anicia qui devient influente surtout à la fin de l'Empire romain et après sa chute en occident. Elle est aussi connue sous le nom de « famille Anicienne ».

## Origines etcognomina
La famille pourrait être originaire de Préneste comme le laisse supposer le cognomen Praenestinus porté par le premier membre de la famille à atteindre une magistrature ordinaire. Le cognomen Gallus apparaît plus tard sous la République pour une branche de la famille qui atteint le consulat.

## Principaux membres

### Sous la République

#### Anicii Galli
- Marcus Anicius,
  - Lucius Anicius;
    - Lucius Anicius Gallus, (v.-205 - ap.-154), consul en -160;
    - ? Cnaeus Anicius, légat d'Aemilius Paulus en -168;

#### Autres
- Quintus Anicius Praenestinus, édile curule en 304 av. J.-C.
- Anicia, fille d'un chevalier romain, cousine d'Atticus, elle est l'épouse de Servius Sulpicius Rufus.
- Caius Anicius, ami de Cicéron, sénateur romain en 44 av. J.-C.

### Sous l'Empire

#### Anicii Paetinas
- Caius Anicius;
  - Lucius Anicius Paetinas, (v.-30 - ?), decemvir quinquennalis;
    - Lucius Anicius Paetinas, (v.-10 - av.43), chevalier romain;

#### Anicii d'Antioche de Pisidie
- (Anicius),
  - Publius Anicius;
    - Publius Anicius Maximus, (v.-5 - ap.43), chevalier romain;
      - ? (Anicius), (v.40 - ?)
        - Anicius Maximus (v.70 - ap.109), proconsul de Bithynie et Pont avant 108;
          - ? (Anicius)
            - Publius Anicius Maximus, (v.135 - ap.168), légat du proconsul d'Afrique en 167;
            - ? (Anicia), épouse de Marcus Pisibanius Lepidus;
              - ? Caius Matius Sabinius Sullinus Vatinianus Anicius Maximus Caesulenus Martialis Pisibanus Lepidus, (v.160 - ap.188/93), consul suffect.

  - ? Quintus Anicius;
    - Caius Anicius Caesianus, (v.15/20 -?), chevalier romain;
      - Anicia Caesiana;

#### Anicii Fausti
- Sextus Anicius Saturninus, (v.130 - ?)
  - Quintus Anicius Faustus, (v.155 - ap.217), consul suffect en 198, proconsul d'Asie;
    - Anicius Faustus Paulinus, (v.180 - ap.229), consul suffect;
    - Sextus Anicius Faustus Paulinianus, (v.190 - ap.v.201)
    - (Anicia), (v.195 - ?), épouse de (Marcus Cocceius);
      - Marcus Cocceius Anicius Faustus Flavianus, (v.215 - ap.v.250), consul suffect vers 250;
      - Sextus Cocceius Anicius Faustus Paulinus, (v.225 - ?), proconsul d'Afrique;
        - ? Anicius Faustus, (v.250 - ap.300), consul II en 298, Préfet de Rome;
          - ? Amnius Anicius Julianus, (v.275 - ap.329), consul II en 322, Préfet de Rome;
            - ? Amnius Anicius Paulinus, (v.295 - ap.335), consul en 334
              - ? Anicius Auchenius Bassus, (v.325 - ap.385), Préfet de Rome en 382;
                - ? Turrania Anicia Iuliana, (v.345 - ?), épouse de Quintus Clodius Hermogenianus Olybrius;
                  - Anicia Faltonia Proba, (v.360 - 410/32), épouse de Sextus Claudius Petronius Probus;
                    - Anicius Hermogenianus Olybrius, (v.375 - av.410), consul en 395;
                      - Anicius Probus, (v.400 - ap.459?), préteur en 424/5;
                        - D. N. Anicius Olybrius Pius Felix Augustus, (v.425 - 23/10/472), empereur romain en 472;
                          - Anicia Juliana, (v.461 - 527/8), épouse de Flavius Areobindus Dagalaiphus;
                            - Anicius Olybrius, (v.480 - ap.533), consul en 491;
                              - Proba, épouse de Anicius Probus;

                        - ? (Anicius Probus);
                          - ? Anicius Olybrius, (v.470 - v.503), préfet du prétoire d'Italie;
                            - ? Probus Iunior, (v.495 - 533), consul en 525;
                              - Flavia Juliana, (v.533 - ?), épouse d'Anastasius;

                          - ? Eugenes, (? - ap.508)

                      - Demetrias, (? - 440/61)

                    - Anicius Petronius Probinus, (v.375 - ap.416), consul en 395;
                      - ? Petronius Maximus, (v.396 - 31/5/455), empereur romain en 455;
                        - Palladius, (v.420 - 31/5/455);

                    - Anicius Petronius Probus, (v.380 - ap.412), consul en 406;
                    - Anicia Proba, épouse de Acilius Glabrio Sibidius;

            - ? Nicomachus Anicius Faustus, (v.300 - ap.321), préteur urbain en 321;
            - ? (Anicia), (v.310 - ?), épouse de (Virius) Venustus;

## Papes
- (Gordianus), (v. 420 - ?);
  - Petronia, (v. 440 - 472), épouse de (Caelius) Felix, 48e pape
    - ? Felix, (v. 465 - N), sacerdos;
      - N, (v. 490 - ?);
        - Gordianus, (v. 515 - v. 570);
          - Gregorius, (v. 540 - 604), 64e pape
          - (Palatinus), (v. 545 - ap. 600) Préfet de Rome en 590;

        - Aemiliana, (v. 520 - ?);
        - Gordiana, (v. 520 - ?);
        - Tarsilla, (v. 520/5 - ?);

    - Paulla, (v. 465/70 - 484);
    - Aemiliana, (v. 470 - 489);
    - Gordianus, (v. 472 - 485);

  - Gordianus, (v. 445 - 502), sacerdos titulus Pammachi;
    - Agapetus, (v. 470 - 536), 57e pape[2]

Les empereurs Pétrone Maxime et Olybrius appartiennent notamment à cette gens, tout comme le philosophe Boèce, saint Benoît de Nursie ou le pape Grégoire Ier le Grand, issu par son père d'une branche de cette famille, et, par des femmes, saint Grégoire de Tours.

### Autres
- Caius Anicius Cerialis, consul suffect en 65.

## Pour approfondir